# Joanne Stepaniak
Joanne Stepaniak (1954) es autora de libros sobre veganismo, incluyendo The Vegan Sourcebook y varios libros de cocina. En su obra enfatiza la compasión hacia todo el mundo, incluyendo aquellos que comen carne.
Fue elegida para el Vegetarian Hall of Fame el 19 de junio de 2008 en Johnstown, PA, en el Annual Vegetarian Summerfest número 24 de la North American Vegetarian Society.

## Obra selecta
- Vegan Vittles: Recipes Inspired by the Critters of Farm Sanctuary Book Publishing Company. 1996 (ISBN 1-57067-025-0)
- The Saucy Vegetarian: Quick & Healthful No-Cook Sauces & Dressings Book Publishing Company. Enero de 2000. (ISBN 1-57067-091-9)
- The Vegan Sourcebook Segona edició: McGraw-Hill. 1 de octubre de 2000 (ISBN 0-7373-0506-1)
- Raising Vegetarian Children McGraw-Hill. 25 de septiembre de 2002 (ISBN 0-658-02155-9)
- The Ultimate Uncheese Cookbook: Delicious Dairy-Free Cheeses and Classic "Uncheese" Dishes Book Publishing Company. 10 Anv edition, diciembre de 2003 (ISBN 1-57067-151-6)
- Food Allergy Survival Guide: Surviving and Thriving With Food Allergies and Sensitivities. Healthy Living Publications. Agosto de 2004 (ISBN 1-57067-163-X)

## Cites
"En el análisis final, a pesar de nuestra diversidad, solo hay un tipo de vegano - la persona que está comprometida con y practica una reverencia y respeto por toda la vida."